# Piptophyllum
Piptophyllum là một chi thực vật có hoa trong họ Hòa thảo (Poaceae).

## Loài
Chi Piptophyllum gồm các loài: